# Radioisótopo sintético

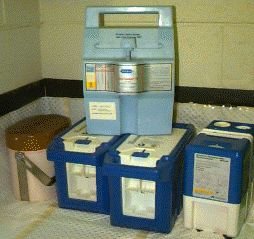
Exemplar de radioisótopo sintético. Isótopo tecnécio-99 metaestável, 99mTcque se obtem por desintegração beta do 99Mo.

Os radioisótopos sintéticos são radioisótopos ou isótopos radioativos  que não se encontram de forma natural na terra, porém podem ser criados mediante reações nucleares. Alguns isótopos radioativos podem existir na forma natural ou serem preparadados artificialmente.
Um exemplo de radioisótopo sintético é o isótopo tecnécio-99 metaestável,  99mTc, que se obtem por desintegração beta do  99Mo. 